# Andträsket
Andträsket är en sjö i Luleå kommun i Norrbotten och ingår i Vitån-Råneälvens kustområde. Sjön har en area på 3,36 kvadratkilometer och ligger 36 meter över havet. Sjön avvattnas av vattendraget Kvarnbäcken.

## Delavrinningsområde
Andträsket ingår i det delavrinningsområde (732895-179379) som SMHI kallar för Utloppet av Andträsket. Medelhöjden är 68 meter över havet och ytan är 24,45 kvadratkilometer. Det finns inga avrinningsområden uppströms utan avrinningsområdet är högsta punkten. Avrinningsområdets utflöde Kvarnbäcken mynnar i havet. Avrinningsområdet består mestadels av skog (76 procent). Avrinningsområdet har 3,41 kvadratkilometer vattenytor vilket ger det en sjöprocent på 13,9 procent.